# 山口千尋
山口 千尋（やまぐち ちひろ、1996年6月10日 - ）は、長崎県出身の女子サッカー選手。ジェフユナイテッド市原・千葉レディース所属。ポジションはミッドフィールダー。サッカー選手の山口卓己は弟。

## 経歴・人物

### ユース
サッカーは兄の影響で小学4年生のときから始めた。中学校は神村学園中等部へ進学し、2年次に第15回全日本女子ユース (U-15)サッカー選手権大会に出場、準決勝で浦和レッドダイヤモンズジュニアユースレディースに敗れている。神村学園高等部では、2013年1月に開催された第21回全日本高等学校女子サッカー選手権大会に出場し、決勝戦に進出したが常盤木学園高等学校に敗れて準優勝となった。
2015年、姫路獨協大学へ進学。ユニバーシアード日本女子代表に2015年・2016年・2017年と選出され、2017年夏季ユニバーシアードでは4試合に出場し準優勝に貢献した。

### シニア
2019年、愛媛FCレディースへ入団。1年目からレギュラーとして活躍。チームのなでしこリーグ2部優勝に貢献し、なでしこリーグ2部の新人賞を受賞した。
2020年12月、なでしこチャレンジトレーニングキャンプに選出された。
2021年、サンフレッチェ広島レジーナへ完全移籍。
2023年6月26日、ジェフユナイテッド市原・千葉レディースへ完全移籍。

## 個人成績

### クラブ
| 国内大会個人成績 | 国内大会個人成績           | 国内大会個人成績 | 国内大会個人成績 | 国内大会個人成績 | 国内大会個人成績 | 国内大会個人成績 | 国内大会個人成績 | 国内大会個人成績 | 国内大会個人成績 | 国内大会個人成績 | 国内大会個人成績 |
| 年度             | クラブ                     | 背番号           | リーグ           | リーグ戦         | リーグ戦         | リーグ杯         | リーグ杯         | オープン杯       | オープン杯       | 期間通算         | 期間通算         |
| 年度             | クラブ                     | 背番号           | リーグ           | 出場             | 得点             | 出場             | 得点             | 出場             | 得点             | 出場             | 得点             |
| 日本             | 日本                       | 日本             | 日本             | リーグ戦         | リーグ戦         | リーグ杯         | リーグ杯         | 皇后杯           | 皇后杯           | 期間通算         | 期間通算         |
| ---------------- | -------------------------- | ---------------- | ---------------- | ---------------- | ---------------- | ---------------- | ---------------- | ---------------- | ---------------- | ---------------- | ---------------- |
| 2012             | 神村学園高等部             | 5                | -                | -                | -                | -                | -                | 1                | 0                | 1                | 0                |
| 2013             | 神村学園高等部             | 6                | -                | -                | -                | -                | -                | 2                | 0                | 2                | 0                |
| 2014             | 神村学園高等部             | 7                | -                | -                | -                | -                | -                | 1                | 0                | 1                | 0                |
| 2019             | 愛媛FCレディース           | 32               | なでしこ2部      | 18               | 6                | 6                | 1                | 2                | 0                | 26               | 7                |
| 2020             | 愛媛FCレディース           | 14               | なでしこ1部      | 18               | 1                | -                | -                | 2                | 1                | 20               | 2                |
| 2021-22          | サンフレッチェ広島レジーナ | 14               | WE               | 12               | 0                | -                | -                | 0                | 0                | 12               | 0                |
| 2022-23          | サンフレッチェ広島レジーナ | 14               | WE               | 0                | 0                | 0                | 0                | 0                | 0                | 0                | 0                |
| 2023-24          | ジェフ千葉レディース       | 17               | WE               | 22               | 1                | 4                | 0                | 1                | 0                | 27               | 1                |
| 2024-25          | ジェフ千葉レディース       | 17               | WE               |                  |                  | 3                | 1                | 1                | 0                | 4                | 1                |
| 通算             | 日本                       | 日本             | 1部              | 52               | 2                | 7                | 1                | 4                | 1                | 63               | 4                |
| 通算             | 日本                       | 日本             | 2部              | 18               | 6                | 6                | 1                | 2                | 0                | 26               | 7                |
| 通算             | 日本                       | 日本             | その他           | 0                | 0                | 0                | 0                | 4                | 0                | 4                | 0                |
| 総通算           | 総通算                     | 総通算           | 総通算           | 70               | 8                | 13               | 2                | 10               | 1                | 93               | 11               |

- 日本女子サッカーリーグ
  - 初出場 - 2019年3月21日 なでしこリーグ2部 第1節 セレッソ大阪堺レディース戦 (J-GREEN堺S1メインフィールド)[16]
  - 初得点 - 2019年3月31日 なでしこリーグ2部 第3節 大和シルフィード戦 (大和なでしこスタジアム)[16]

- WEリーグ
  - 初出場 - 2021年9月12日 第1節 ちふれASエルフェン埼玉戦 (熊谷スポーツ文化公園陸上競技場)[17]
  - 初得点 - 2023年11月18日 第2節 日テレ・東京ヴェルディベレーザ戦 (ゼットエーオリプリスタジアム)[17]

### 代表
- ユニバーシアード日本女子代表
  - 2015年 チャイニーズ・タイペイ遠征
  - 2016年 候補合宿
  - 2017年夏季ユニバーシアード

## タイトル

### クラブ
- 愛媛FCレディース
  - なでしこリーグ2部: 1回 (2019年)

### 個人
- なでしこリーグ2部 新人賞：1回（2019年）